# Grimmerhus
Grimmerhus i Middelfart blev opført 1856-57 i historicistisk stil som enkesæde for herregården Hindsgavl efter arkitekt Johan Daniel Herholdts (1818-1902) tegninger. Bygningen har tjent forskellige formål, bl.a. privatbolig og lægeklinik. Gennem det meste af det 20. århundrede var Grimmerhus pensionat. Siden 1994 har Grimmerhus rummet et museum for keramisk kunst, kunsthåndværk og design, CLAY Keramikmuseum Danmark.